# Temporada 1983-1984 del FC Barcelona (femení)

## Desenvolupament de la temporada
Les jugadores disputen la Lliga Catalana però no es disposen de dades. A la Copa Generalitat l'equip arriba a la final però és perd davant el Penya Barcelonista Barcilona per 3 a 0.

## Jugadores i cos tècnic

### Plantilla 1983-84
La plantilla i el cos tècnic del primer equip per a l'actual temporada (manca informació) són els següents:
| N. | Pos. | Nac. | Jugador                    |
| -- | ---- | --- | -------------------------- |
| —  | DEF  | [[Fitxer:Flag of Catalonia.svg\|23x15px\|border \|alt=Catalunya\|link=Selecció de futbol de Catalunya\|{{#if:\|]] | Lola Ginés                 |
| —  | DEF  | [[Fitxer:Flag of Catalonia.svg\|23x15px\|border \|alt=Catalunya\|link=Selecció de futbol de Catalunya\|{{#if:\|]] | Neus Gallofré              |
| —  | DEF  | [[Fitxer:Flag of Catalonia.svg\|23x15px\|border \|alt=Catalunya\|link=Selecció de futbol de Catalunya\|{{#if:\|]] | Carme Suñé                 |
| —  | DEF  | [[Fitxer:Flag of Catalonia.svg\|23x15px\|border \|alt=Catalunya\|link=Selecció de futbol de Catalunya\|{{#if:\|]] | Maria Ángeles Navas Garcia |
| —  | DEF  | [[Fitxer:Flag of Catalonia.svg\|23x15px\|border \|alt=Catalunya\|link=Selecció de futbol de Catalunya\|{{#if:\|]] | Lucía Herrero Baldoví      |

| N. | Pos. | Nac. | Jugador                   |
| -- | ---- | --- | ------------------------- |
| —  | MIG  | [[Fitxer:Flag of Catalonia.svg\|23x15px\|border \|alt=Catalunya\|link=Selecció de futbol de Catalunya\|{{#if:\|]] | Juani Escamilla           |
| —  | MIG  | [[Fitxer:Flag of Andalucía.svg\|23x15px\|border \|alt=Andalusia\|link=Selecció de futbol d'Andalusia\|{{#if:\|]]  | Encarnación Portillo Brea |
| —  | DAV  | [[Fitxer:Flag of Andalucía.svg\|23x15px\|border \|alt=Andalusia\|link=Selecció de futbol d'Andalusia\|{{#if:\|]]  | Inmaculada Romero Mármol  |
| —  | DAV  | [[Fitxer:Flag of Catalonia.svg\|23x15px\|border \|alt=Catalunya\|link=Selecció de futbol de Catalunya\|{{#if:\|]] | Emilia Ibáñez             |
| —  |      | [[Fitxer:Flag placeholder.svg\|23x15px\| \|alt=\|link=Selecció de futbol\|{{#if:\|]]                              | Pilar Moreno              |

### Cos tècnic 1983-84
- Entrenador: Luis Vega

## Partits

### Copa Generalitat
| 14 Juliol 1984 | PB Barcilona | 3-0 | CF Barcelona | Barcelona               |  |
| 19:30 Final    |              |     |              | Estadi Feliu i Codina · |  |